# Frank Tuttle
Frank Wright Tuttle (6 d'agost de 1892 - 6 de gener de 1963) va ser un Hollywood director de cinema i escriptor que va dirigir pel·lícules des de 1922 (The Cradle Buster) fins al 1959 (Island of Lost Women).

## Biografia
“Frank Tuttle va ser un director d'una certa habilitat que va mostrar de tant en tant esclats de talent, però durant la major part de la seva carrera es va enterrar ell mateix en tasques d'estudi irredimibles... una llarga sèrie de pel·lícules rutinàries, principalment per a Paramount Pictures, deixa la impressió que Tuttle era un destraler sense estil personal i sense habilitat particular per agafar les tasques més interessants... Tuttle, de fet, mai va perdre el seu zel juvenil i fins i tot després d'anys de córrer per projectes com Waikiki Wedding (1937) i College Holiday (1936) encara va mantenir l'esperança de crear alguna cosa no sols artística sinó "significativa", més aviat com el director de ficció de Preston Sturges Sullivan's Travels (1941)... Però Tuttle no tenia ni el talent ni la influència per aconseguir els seus objectius [i] aviat va tornar a la producció pràcticament anònima de potboilers d’estudi.”—L’historiador de cinema Richard Koszarski a Hollywood Directors: 1914-1940 (1976)
Frank Tuttle es va educar a la Universitat Yale, on va editar la revista d'humor del campus The Yale Record.
Després de graduar-se, va treballar a Nova York al departament de publicitat del Metropolitan Music Bureau. Més tard es va traslladar a Hollywood, on es va convertir en director de cinema per a  Paramount. Les seves pel·lícules són en gran part dels gèneres de la comèdia i el cinema negre.
El 1947, la seva carrera es va aturar temporalment amb l'inici de les primeres audiències del Comitè d'Activitats Antiamericanes de la Cambra sobre la infiltració comunista a la indústria del cinema. Tuttle s'havia unit al Partit Comunista dels Estats Units el 1937 com a reacció a l'ascens al poder de Hitler. Incapaç de trobar feina als Estats Units, es va traslladar a França, on va fer Gunman in the Streets (1950) protagonitzada per Simone Signoret i Dane Clark. L'any 1951, després d'una dècada com a membre del Partit Comunista, Tuttle va donar 36 noms a l'House Un-American Activities Committee.

## Mort
Tuttle va morir a Hollywood, Califòrnia, el 6 de gener de 1963, als 70 anys. Li van sobreviure les seves tres filles.

## Filmografia selecta
- The Cradle Buster (1922)
- Puritan Passions (1923) protagonitzada per Mary Astor
- Second Fiddle (1923) protagonitzada per Mary Astor
- Youthful Cheaters (1923)
- Grit (1924)
- Dangerous Money (1924)
- The Manicure Girl (1925)
- The Lucky Devil (1925)
- Lovers in Quarantine (1925) protagonitzada per Bebe Daniels i Harrison Ford
- Kid Boots (1926) protagonitzada per Eddie Cantor i Clara Bow
- Love 'Em and Leave 'Em (1926) protagonitzada per Evelyn Brent i Louise Brooks
- The American Venus (1926) amb Douglas Fairbanks, Jr.
- The Untamed Lady (1926) protagonitzada per Gloria Swanson
- Blind Alleys (1927) protagonitzada per Evelyn Brent i Thomas Meighan
- Time to Love (1927)
- One Woman to Another (1927)
- Something Always Happens (1928)
- Varsity (1928) protagonitzada per Charles "Buddy" Rogers i Mary Brian
- The Canary Murder Case (1929) protagonitzada per William Powell com Philo Vance
- The Green Murder Case protagonitzada per William Powell com Philo Vance
- Sweetie (1929) protagonitzada per Nancy Carroll
- Paramount on Parade (1930), la revista d'estrelles de Paramount amb un guió de Joseph L. Mankiewicz
- The Benson Murder Case (1930) protagonitzada per William Powell com Philo Vance
- True to the Navy (1930) protagonitzada per Clara Bow i Fredric March
- It Pays to Advertise (1931) protagonitzada per Carole Lombard
- No Limit (1931) protagonitzada per Clara Bow i Thelma Todd
- This Reckless Age protagonitzada per Charles "Buddy" Rogers
- The Big Broadcast (1932) protagonitzada per Bing Crosby
- This Is the Night (1932) amb Cary Grant
- Roman Scandals (1933) protagonitzada per Eddie Cantor
- Springtime for Henry (1934) progatonitzada per Otto Kruger i Nigel Bruce
- Here is My Heart (1934) protagonitzada per Bing Crosby
- Ladies Should Listen (1934) protagonitzada per Cary Grant
- Two for Tonight (1935) protagonitzada per Bing Crosby
- The Glass Key (1935), adaptació de la novel·la homònima de Dashiell Hammett
- All the King's Horses (1935) protagonitzada per Carl Brisson
- College Holiday (1936) protagonitzada per Jack Benny, George Burns i Gracie Allen
- Waikiki Wedding (1937) protagonitzada per Bing Crosby
- Doctor Rhythm (1938) protagonitzada per Bing Crosby
- Paris Honeymoon (1939) protagonitzada per Bing Crosby
- I Stole a Million (1939) protagonitzada per George Raft i escrita per Nathanael West
- Charlie McCarthy, Detective (1939) protagonitzada per Edgar Bergen
- Lucky Jordan (1942) protagonitzada per Sheldon Leonard i Alan Ladd
- This Gun for Hire (1942) protagonitzada per Veronica Lake i Alan Ladd
- Star Spangled Rhythm (1943) amb esquetxos de George S. Kaufman
- The Hour Before the Dawn (1944) protagonitzada per Veronica Lake i basada en una novel·la de W. Somerset Maugham
- Don Juan Quilligan (1945) protagonitzada per Phil Silvers
- The Great John L. (1945) protagonitzada per Linda Darnell
- Suspense (1946) protagonitzada per Barry Sullivan i Belita
- Swell Guy (1946) protagonitzada per Sonny Tufts
- Gunman in the Streets (1950) protagonitzada per Simone Signoret
- The Magic Face (1951) protagonitzada per Luther Adler
- Hell on Frisco Bay (1956) protagonitzada per Alan Ladd i Edward G. Robinson
- Crits nocturns (1956) protagonitzada per Edmond O'Brien, Natalie Wood i Raymond Burr
- Island of Lost Women (1959) protagonitzada per Jeff Richards i produïda per Alan Ladd